# Homem de Gelo
O Homem de Gelo (Iceman) é o codinome de Robert Louis "Bobby" Drake, um super-herói mutante do Universo Marvel criado pelo escritor Stan Lee e pelo desenhista/co-escritor Jack Kirby em 1963. Um dos seis X-Men originais, o Homem de Gelo é um dos mutantes mais presentes no Universo Marvel, tendo feito parte de equipes como X-Factor, Defensores e Campeões.

## Histórico de publicação
Introduzido na primeira edição dos X-Men em setembro de 1963, o Homem de Gelo foi definido por Stan Lee como uma cópia do Tocha Humana, usando apenas um poder oposto. O personagem recebeu duas minisséries, uma em 1984-5 por J. M. DeMatteis, e outra parte da série "Ícones" em 2002, por Andy Lanning e Dan Abnett, além de um título próprio por Sina Grace entre 2017 e 2018.
Em 2015, o personagem foi revelado como gay em uma conversa telepática com a colega Jean Grey. A ideia partiu de Brian Michael Bendis.

## Biografia fictícia
Nativo de Long Island, Bobby descobriu seus poderes de criação de gelo quando um bully chamado Rocky Beasely atacou ele e sua namorada, Judy Harmon. Com os moradores assustados, o xerife colocou Bobby Drake na cadeia, mas ele foi solto por Scott Summers a pedido do Professor Xavier.  Na Escola para Jovens Super Dotados do Professor Xavier, Bobby aprendeu a controlar seus poderes e integrou a primeira formação dos X-Men.
Quando os X-Men originais foram presos em Krakoa, a ilha viva, o Professor Xavier reuniu novos mutantes para resgatar a equipe anterior. Como os outros originais, Bobby se ausentou dos X-Men para dar mais espaço para os novos. Depois disso ele integrou Os Campeões, os Novos Defensores e o X-Factor, que incluiu todos os cinco X-Men originais. Foi no X-Factor que a vida do Homem de Gelo teve uma profunda mudança, e sua personalidade começou a ser moldada até se tornar o que é hoje. Bobby conheceu Opal, e eles começaram a namorar. Mas o relacionamento foi abalado depois que o X-Factor e os X-Men se tornaram uma única equipe. Opal dizia que ele não tinha tempo para os X-Men e para ela, e que queria ficar longe da vida tumultuada e perigosa destinada aos super-heróis.
Após os X-Factor se reunirem aos X-Men ao enfrentarem os Rei das Sombras, Homem de Gelo ficou na equipe dourada liderada por Tempestade. Foi aí que sua vida mudou ainda mais. Primeiro ele é manipulado molecularmente por Mikhail Rasputin (irmão de Colossus), e descobre que pode transformar seu corpo inteiro em gelo. Em seguida, a Rainha Branca acorda do coma e invade a mente de Homem de Gelo, usando seus poderes de forma tão extraordinária que entraram nos prédios das Indústrias Frost na forma de água. Quando Rainha Branca voltou para o seu próprio corpo, Homem de Gelo ficou meio paranoico com a ideia de poder fazer muito mais do que havia feito nesses tantos anos. Ele pediu a ela, mas ela não quis ensinar ele a atingir todo o potencial. Ele teria que descobrir por si só.
Quando os X-Men enfrentaram Post, o Arauto de Massacre, Homem de Gelo foi ferido no peito, acabando por ficar com um grande buraco. Com medo de voltar à forma humana pediu ajuda novamente da Rainha Branca, que o humilhou novamente. Ele voltou à forma humana sem nenhum ferimento, portanto descobriu que na sua forma de gelo poderia fazer o que quisesse, como viajar pelos canos de esgoto e etc.
Após a morte de seu pai, Bobby se afastou dos X-Men e ficou muito tempo ausente da equipe, aparecendo esporadicamente, como nas Saga Massacre e na Operação: Tolerância Zero. Só retornou definitivamente ao supergrupo mutante na Saga dos Doze, onde participou representando o elemento Água².

## Poderes e habilidades
O Homem de Gelo manipula a umidade do ar para transformar vapor em gelo, inclusive podendo manipular a massa congelada na forma que quiser. As aplicações mais comuns dos poderes do Homem de Gelo são a criação de barreiras de gelo e das rampas pelas quais ele desliza. Ele também já criou asas, projéteis e espinhos gelados que surgem do nada ou partem de suas mãos em direção ao alvo. Bobby também é capaz de transformar seu corpo em gelo, mas, ao invés de se tornar uma estátua de gelo imóvel, ainda retém a mesma mobilidade de sua forma de carne e osso. Ele consegue voltar a sua forma normal sem nenhum ferimento, caso tenha ocorrido algum. Também é bem treinado em combate corpo a corpo.

## Em outras mídias

### Desenho animado
- A primeira aparição de Bobby na televisão foi no desenho Homem-Aranha e Seus Amigos, de 1981, onde contracenava com o Homem-Aranha e a heroína Flama. Ganhou mais destaque no episódio em que ele, o Homem-Aranha e os X-Men tem que deter Magneto e sua Irmandade de Mutantes.[7]
- Bobby é um personagem menor em X-Men: The Animated Series, aparecendo principalmente em um episódio onde é apresentado como um ex-aluno da escola de Xavier que decide invadir uma instalação do governo.[8]
- Em X-Men: Evolution, Homem de Gelo é um dos Novos Mutantes que ganham mais proeminência a partir da terceira termporada.
- Em Wolverine and the X-Men (série) ele faz parte da equipe logo de início.

### Filmes
Nos filmes do X-Men é interpretado por Shawn Ashmore.
- Em X-Men: O Filme, Bobby faz participações onde se torna amigo de Vampira. Mística se transforma nele para entrar na mansão e para fazer Vampira sair.
- Bobby tem mais destaque em X-Men 2. Ele namora com Vampira e faz uma parede de gelo para proteger Wolverine.
- Em X-Men: O Confronto Final, o Homem de Gelo se aproxima de Lince Negra. Na batalha final, luta com seu ex-amigo Pyro e sai vencedor. É a primeira que ele consegue transformar o corpo completamente em gelo.
- Já em X-Men: Dias de um Futuro Esquecido, Bobby é morto pelos sentinelas, mas Wolverine volta ao passado e muda o futuro.

### Videogames
Homem de Gelo é personagem jogável em vários jogos dos X-Men (Marvel: Ultimate Alliance 2, Marvel: Contest of Champions, X-Men: The Official Game, X-Men Legends, X-Men Legends II: Rise of Apocalypse) e da Marvel em geral (Marvel vs. Capcom 2: New Age of Heroes, Marvel: Ultimate Alliance, Lego Marvel Super Heroes, Marvel Future Fight).